# Bataille de la passe de Brander
Première guerre d'indépendance de l'Écosse
Batailles
La bataille de la passe de Brander opposa le roi d'Écosse Robert Ier à ses rivaux du clan MacDougall en juillet ou août 1308 près du Loch Awe dans le Lorne.
Elle se solde par la défaite des MacDougall, qui sont définitivement vaincus et contraints à l'exil.

## La guerre civile écossaise
Alexandre MacDougall, chef du clan, avait fait une ascension spectaculaire dans la noblesse écossaise lorsque Jean Balliol, un de ses parents par alliance, accède au trône en 1292. Il combat les Anglais lorsque Balliol est renversé en 1296 et ne se soumet à Édouard Ier d'Angleterre qu'en 1304, à l'instar de son neveu John III Comyn. Il refuse de soutenir les prétentions au trône de Robert Bruce et s'allie à Édouard lorsque Comyn est assassiné froidement par Bruce le 10 février 1306. John MacDougall, le fils d'Alexandre, défait à l'été 1306 Robert à la bataille de Dalrigh. Robert est contraint de vivre en fugitif pendant l'hiver 1306-1307. Il réapparaît en février 1307.
Après quelques victoires encourageantes, Robert remporte sa première victoire décisive sur les Anglais à Loudoun Hill le 10 mai 1307. Nombreux sont ceux qui se rallient à lui à la suite de ce succès, d'autant que son adversaire Édouard Ier d'Angleterre meurt en juillet 1307 avant d'achever son expédition punitive en Écosse. Son successeur Édouard II suspend les hostilités.
Robert, convaincu qu'Édouard prépare une nouvelle campagne militaire au printemps 1308, décide d'en finir une bonne fois pour toutes avec ses rivaux écossais.
Il attaque d'abord en septembre 1307 les MacDougall dans le Galloway. Il se dirige ensuite vers Inverness, où s'est retranché John Comyn, 7e comte de Buchan, le cousin de John III Comyn. Comyn attaque sans succès Robert à Slioch en décembre 1307. Robert tombe peu après malade, ce qui retarde sa campagne. Au printemps 1308, il repart vers Inverurie où il triomphe le 23 mai des forces de Buchan. Ce dernier est d'ailleurs contraint de s'exiler en Angleterre.

## La passe de Brander
Alexandre MacDougall, trop affaibli par la maladie, laisse à son fils John le soin de repousser Robert. Il se retranche dans son château de Dunstaffnage. John s'installe près du Loch Awe avec son armée. Il observe la bataille depuis son navire sur le loch.
Robert veut à tout prix éviter de reproduire la même erreur qu'à Dalrigh deux ans plus tôt. Il envoie son compagnon James Douglas contourner la colline autour du loch afin de se placer juste derrière l'armée de MacDougall. Robert se porte quant à lui au-devant de MacDougall. L'armée de MacDougall avance vers Robert mais Douglas, plus rapide, fait charger l'arrière de l'armée de MacDougall, qui est prise en étau. Les hommes de MacDougall tentent de s'échapper mais sont écrasés dans la mêlée.
John d'Argyll, conscient de la défaite, s'enfuit en Angleterre auprès de Buchan. Après la prise de sa forteresse Dunstaffnage par les forces de Robert, Alexandre MacDougall doit accepter la « paix du roi ». Il participe au Parlement d'Écosse le 16 juin 1309, mais en 1310, il rejoint son fils en Angleterre et se met au service d'Édouard II. Il y meurt la même année.

## La fin de la résistance écossaise face à RobertIer
Robert bat les MacDougall et assoit son pouvoir sur l'Écosse. L'opposition de la noblesse écossaise envers son autorité prend définitivement fin. Les MacDougall et les Comyn se mettent au service des Anglais et sont dépossédés de leurs terres après la déroute anglaise à Bannockburn en 1314. Cette élite écossaise en exil sera le principal soutien d'Édouard Balliol, fils de Jean Balliol, lorsqu'il envahira l'Écosse pour la première fois en 1332.